# Palazzo Rivera
Palazzo Rivera è un palazzo storico dell'Aquila.

## Storia
La storia del palazzo si intreccia con quella della famiglia Rivera, ritenuta originaria dalla stirpe dei Conti dei Marsi e stabilitasi in città fin dalla sua fondazione. A differenza di altri casati locali impegnati nel commercio della lana e dello zafferano, i Rivera acquisirono potere e prestigio — soprattutto a partire dal Cinquecento — grazie all'acquisizione di beni immobili, ossia i palazzi cittadini e i ricchi pascoli circostanti.
Il casato si insediò nel locale di Roio già nel XVI secolo e vi dimorò anche in seguito al terremoto dell'Aquila del 1703, almeno fino al 1712, prima della realizzazione del palazzo attuale. Gli storici sono discordi sull'esatta datazione dell'edificio; alcune fonti fanno risalire l'edificio al 1746, quando cioè la famiglia certamente vi abitava, tuttavia è possibile che i lavori continuarono anche nei decenni successivi, sino al 1769-1778. Con ogni probabilità, il preesistente palazzo cinquecentesco non fu demolito bensì inglobato nella nuova struttura, così come già avvenuto nell'adiacente Palazzo Antonelli Dragonetti de Torres. Il progetto viene attribuito a Luigi Filippi, autore anche del palazzo Arcivescovile.
In seguito al terremoto dell'Aquila del 2009, il palazzo ha subito importanti danni alle strutture.

## Descrizione
Il palazzo occupa una porzione d'isolato tra la piazza Santa Maria di Roio, via Roio e via Monteluco, nel cuore del quarto di San Giovanni. Il complesso ed ampio isolato è completato ad est, verso la piazza del Duomo dal più noto Palazzo Antonelli Dragonetti de Torres. Si pone frontalmente alla chiesa di Santa Maria di Roio ed a lato di Palazzo Persichetti.
Il palazzo si configura come un ammodernamento della preesistente struttura cinquecentesca, soprattutto mediante la realizzazione della nuova testata che si configura come elemento riunificatore del complesso; quest'ultima, databile alla seconda metà del XVIII secolo, è caratterizzata da un barocco neoclassicista con influenze rococò per quanto riguarda le decorazioni delle finestre. In alzato, presenta tre ordini con attico — similarmente al vicino Palazzo Persichetti e ai concittadini palazzi Ardinghelli, Antinori, Manieri e Rustici — sebbene la vistosa fascia marcapiano evidenzi soprattutto due ordini, di cui l'inferiore di notevole altezza. Al marcapiano si collegano le finestre, in numero di 7 di cui 5 assemblate nella parte centrale, secondo uno schema che ricorda quello di Palazzo Fibbioni. Il portale è inquadrata da due colonne a base quadrangolare e sormontato da un balconcino; la finestra sovrastante reca nel timpano lo stemma di famiglia. Gli angoli sono risolti con coppie di vistose lesene a spigolo aperto poggiate sui cantonali.
L'impianto è assai complesso e si presenta articolato intorno a tre corti di varie dimensioni, di formazione rinascimentale, collegate rispettivamente a tre ingressi — uno per ogni prospetto — e distribuito da tre scale. La complessità della struttura, particolarmente disomogenea nell'ala su via Roio, testimonia le diverse fasi costruttive del palazzo, sviluppatesi nell'arco di oltre due secoli. All'interno, il palazzo ospita saloni dipinti e decorati con stucchi.